# 小行星90022
小行星90022（90022 Apache Point）是一颗绕太阳运转的小行星，为主小行星带小行星。该小行星于2002年10月20日发现。
該小行星以美國新墨西哥州的阿帕契點天文台命名。

## 轨道参数
小行星90022的轨道半长轴为366 309 917 km，2.4485957 UA，离心率为0.074。